# Yilan (miasto)
Yilan (chiń. 宜蘭; pinyin Yílán; pe̍h-ōe-jī Gî-lân) – miasto w północno-wschodnim Tajwanie, siedziba powiatu Yilan. W 2010 roku miasto liczyło 95 568 mieszkańców.
Centrum handlu ryżem. Ośrodek przemysłu papierniczego i produkcji nawozów. Ważny węzeł komunikacyjny.